# Аутоиммунный полиэндокринный синдром
Аутоимму́нный полиэндокри́нный синдро́м (аутоиммунный полигландулярный синдром, синдром полигландулярной недостаточности) — аутоиммунное заболевание, объединяющее поражение нескольких эндокринных органов.

## Аутоиммунный полиэндокринный синдром типа 1
Синдро́м MEDAC (аутоиммунный полиэндокринный синдром тип 1, синдром полигландулярной недостаточности типа 1, синдром кандидоза-эндокринопатии, акроним MEDAC: Multiple Endocrine Deficiency, Autoimmune, Candidiasis) — характеризуется монилиазом слизистых оболочек и кожи, сахарный диабет (редко), гипопаратиреозом и недостаточностью надпочечников. В 2/3 случаев синдром выявляется в неполной форме, включающей два из трёх основных компонентов.

## Аутоиммунный полиэндокринный синдром типа 2
Синдро́м Шми́дта (аутоиммунный полигландулярный синдром типа 2, синдром полигландулярной недостаточности типа 2, тиреоадренокортикальная недостаточность, англ. Schmidt's syndrome) — включает недостаточность надпочечников, лимфоцитарный тиреоидит, гипопаратиреоз и недостаточность половых желез в любом сочетании этих симптомов друг с другом; также возможен сахарный диабет 1-го типа. Синдром назван в честь Schmidt A., впервые описавшего данный симптомокомплекс в 1926 году. Является наиболее распространённым типом синдрома полигландулярной недостаточности. Чаще болеют женщины (75% всех случаев).

## Аутоиммунный полиэндокринный синдром типа 3
Наиболее распространённая клиническая форма аутоиммунного полигландулярного синдрома и представляет собой сочетание патологии островкового аппарата поджелудочной железы (сахарный диабет 1-го типа) и щитовидной железы (аутоиммунный тиреоидит, диффузный токсический зоб). Синдром генетически детерминирован. В основе патогенеза — извращённая реакция клеточного и гуморального звеньев иммунной системы, обусловленная дефектом Т-супрессорных лимфоцитов.